# 薄尾南氏魚
薄尾南氏魚，為輻鰭魚綱水珍魚目小口兔鮭科的其中一種，為亞熱帶海水魚，分布於東南大西洋海域，棲息深度0-328公尺，體長可達8.4公分，棲息在中層水域，生活習性不明。